# Thuộc tính (lập trình)
Trong điện toán, thuộc tính (tiếng Anh: attribute) là một đặc tả định nghĩa đặc tính của một đối tượng, phần tử, hay tập tin. Nó còn có thể chỉ đến giá trị cho một thực thể cụ thể. Cụ thể hơn, thuộc tính nên được xem là siêu dữ liệu. Một thuộc tính là một đặc tính thường xuyên và cụ tổng quát của một đặc tính. Tuy nhiên, trong thực tế, thuật ngữ thuộc tính có thể sử dụng và xem là tương đương của đặc tính (property) phụ thuộc vào ngữ cảnh công nghệ. Một thuộc tính của một đối tượng thường chứa một tên và một giá trị; của một phần tử, một loại hay tên lớp; của một tập tin, một tên và phần mở rộng. 